# Markt 33 (Bonn)

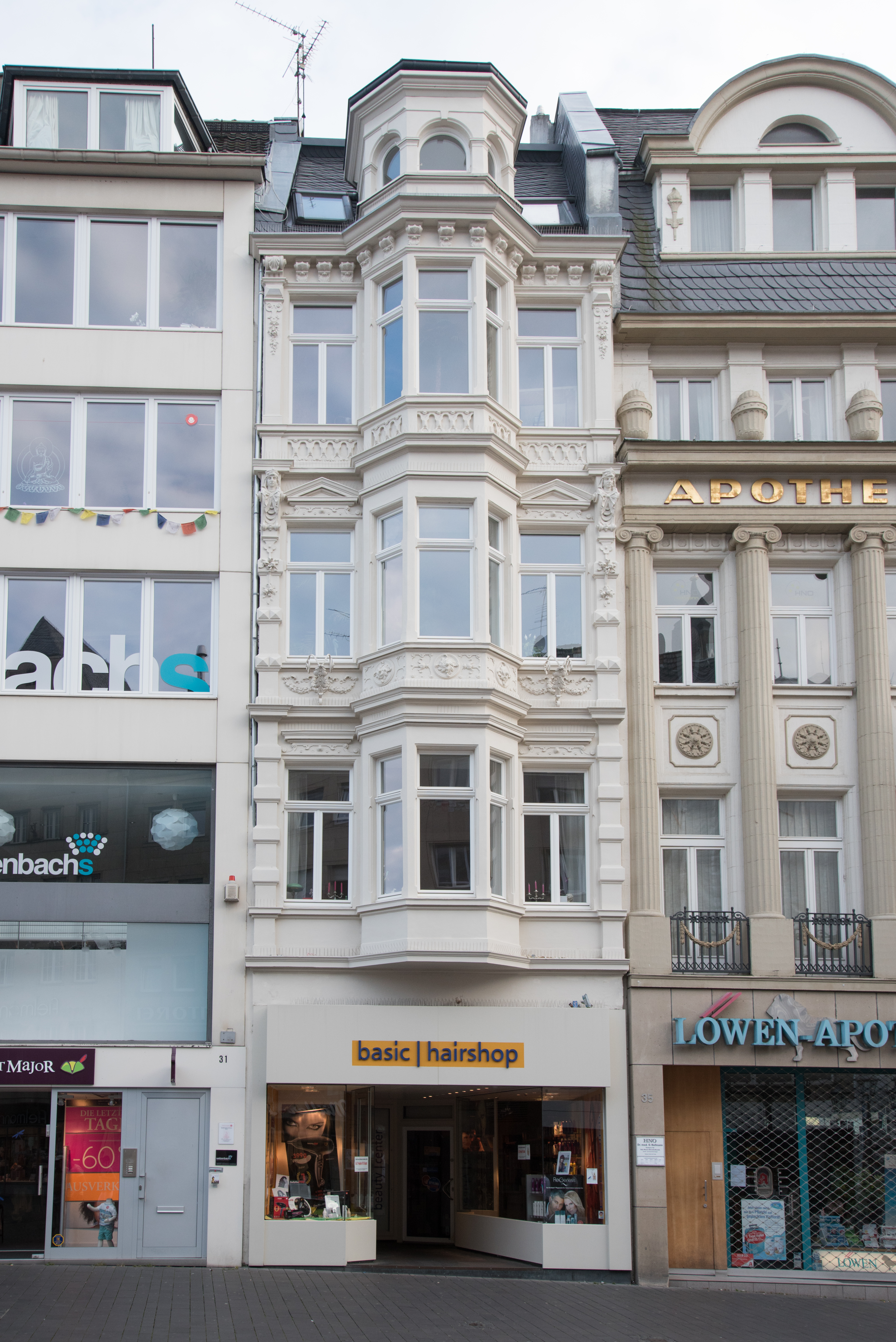
Wohn- und Geschäftshaus Markt 33

Das Gebäude Markt 33 ist ein Wohn- und Geschäftshaus in Bonn, das 1896 errichtet wurde. Es liegt am Marktplatz im Bonner Zentrum. Das Haus steht als Baudenkmal unter Denkmalschutz.

## Geschichte
Das Gebäude entstand anstelle des im selben Jahr abgebrochenen Vorgängerbaus für den Goldwarenfabrikanten und Hofjuwelier Johann Dix. 1908 wurde die Schaufensteranlage umgebaut und eine Zementdielwand eingebaut. Weitere Umbauten fanden im Jahre 1915 statt. 1919 wurden die bisherigen hinteren Lagerräume bewohnbar gemacht. 1927 wurde das Haus für Adolf Marmorstein, den Inhaber des anschließend dort betriebenen Herrenwäschegeschäfts Hermanns & Froitzheim (Hauptsitz in Frankfurt am Main), umgebaut. 1956 erfolgte im Erdgeschoss eine Schaufensteränderung für das zu dieser Zeit dort beheimatete Reform- und Diäthaus, für das 1961 auch eine Hofüberdachung durchgeführt wurde. Erneut wurde der Ladenbereich 1973 für ein Fotogeschäft umgebaut, im Jahre 1985 folgte ein weiterer von diesem in Auftrag gegebener Umbau des Hauses. Die Eintragung des Gebäudes in die Denkmalliste der Stadt Bonn erfolgte am 21. August 1989.

## Architektur
Das Wohn- und Geschäftshaus ist ein viergeschossiges Gebäude in drei Achsen, das eine Putzfassade mit Stuckornamentik sowie einen dreigeschossigen Mittelerker mit anschließendem polygonalen Dacherker besitzt. Die Fassade ist im Bereich des Erdgeschosses verändert und steht hier daher nicht unter Denkmalschutz, in den darüber liegenden denkmalwerten Geschossen stammen die Fenster aus den 1960er-Jahren (Stand: 1989). Im Eingangsbereich, in dem im Erdgeschoss zum Teil Steinboden liegt (Stand: 1989), ist das Treppenhaus bis zum ersten Obergeschoss in geänderter Form ebenso wie die Wohnungstüren erneuert, zudem findet sich hier kein Stuck. Während das Erdgeschoss im Innern durch den Ladeneinbau total verändert wurde, ist in den oberen Geschossen die Ausstattung verändert, der ursprüngliche Grundriss jedoch entweder erhalten oder noch ablesbar. Im ersten Obergeschoss ist der Grundriss straßenseitig teilweise verändert, die Fußböden sind abgedeckt und die Türen weitgehend erneuert (Stand: 1989). Das zweite Obergeschoss zeigt im Treppenhaus eine Rosette und Reste eines Randfrieses, komplett erhalten ist hier die Stuckdecke im hinteren Zimmer des Vorderhauses. Im dritten Obergeschoss sind die Türen erneuert, hingegen die Fußböden ebenso wie rückseitig in der Küche eine Mittelrosette und ein Randfries erhalten. Im ausgebauten Dachgeschoss sind die Türrahmen erhalten, jedoch die Türblätter erneuert. Das Hinterhaus ist durchrenoviert mit erneuerten Fenstern und Türen sowie abgedecktem Fußboden (Stand: 1989).